# Bahnhof Espelkamp
Der Bahnhof Espelkamp ist ein Bahnhof in der ostwestfälischen Stadt Espelkamp im Kreis Minden-Lübbecke im Nordosten von Nordrhein-Westfalen. Er liegt an der Bahnstrecke Bünde–Bassum, die heute nur noch zwischen Bünde und Rahden in Betrieb ist.

## Geschichte
Espelkamps ehemaliger, 1899 gebauter Bahnhof „Espelkamp“ lag ursprünglich etwa 800 Meter weiter nördlich. Der neue Bahnhof wurde in den 1950er Jahren zunächst als „Espelkamp-Mittwald“, dem damaligen Namen der Stadt, eröffnet. Zunächst musste ein Wagenkasten als Bahnhof dienen, 1960 wurde das heutige verhältnismäßig modern aussehende Bahnhofsgebäude errichtet. Er besaß verhältnismäßig große Güteranlagen mit zwei Ladegleisen. Diese wurden ab 1960 gebaut und liegen nun brach. Ebenfalls 1960 wurde er dann zusammen mit der Stadt in „Espelkamp“ umbenannt. Der alte Bahnhof wurde 1960 stillgelegt.
Der Bahnhof liegt an der Strecke Bünde-Bassum, sie wird heutzutage allerdings nur noch bis Rahden bedient und nicht mehr wie früher bis Bassum mit Anschluss an die Hauptstrecke nach Bremen. Es gibt Überlegungen die Strecke wieder zu reaktivieren.

## Bedienung

### Schienenverkehr
Im Schienenpersonennahverkehr wird der Bahnhof im Stundentakt von der Regionalbahnlinie RB 71 der Eurobahn mit Endstation in Bielefeld bedient. Es kommen Dieseltriebwagen vom Typ Talent zum Einsatz.
| Linie | Verlauf | Takt   | Betreiber |
| ----- | --- | ------ | --------- |
| RB 71 | Ravensberger Bahn: Rahden – Espelkamp – Lübbecke (Westf) – Bad Holzhausen – Mesch Neue Mühle – Bieren-Rödinghausen – Bünde (Westf) – Kirchlengern – Hiddenhausen-Schweicheln – Herford – Brake (b Bielefeld) – Bielefeld Hbf Stand: Fahrplanwechsel Dezember 2021 | 60 min | Eurobahn  |

### Busverkehr
Im Busverkehr verkehren Regionalbusse nach Lübbecke, Minden, Rahden und Preußisch Oldendorf, außerdem wird ein Bürgerbus angeboten. Der öffentliche Personennahverkehr in Espelkamp gehört zum Tarifverbund „Westfalentarif“ im Regionalnetz „TeutoOWL“ (VVOWL).